# Ivo Iličević
Ivo Iličević (Aschaffenburg, Njemačka, 14. studenog 1986.) je bivši hrvatski nogometaš.
Iličević je karijeru započeo igrajući u podmlatku niželigaša Südringa. Nakon toga nastupao je u juniorima Viktorije iz rodnog Aschaffenburga. U seniorsku momčad upao je igrajući za Darmstadt, pod vodstvom trenera Bruna Labbadije. U početku je igrao kao napadač, dok je kasnije nastupao kao ofenzivni vezni igrač.
Nakon toga, 2006. godine prelazi u redove bundesligaša iz Bochuma, gdje je tada bio najmlađi igrač u seniorskoj momčadi. Debitirao je u 1. kolu sezone 2006./07. protiv Mainza ušavši u 57. minuti, a prvi pogodak postigao je u 5. kolu Arminiji, za pobjedu 2:1. Prvi je put među prvih 11 nastupio u kupu protiv Karlsruhera. Otad povremeno ulazi s klupe posljednjih 20-ak minuta.
Nakon dvije posudbe prelazi u Kaiserslautern gdje će nastupati sa sunarodnjakom Srđanom Lakićem.
Zadnjeg dana ljetnog prijelaznog roka, 31. kolovoza 2011. godine, potpisuje četverogodišnji ugovor s HSV-om.
Dne 24. kolovoza 2016. godine potpisao je trogodišnji ugovor s ruskim Anžijem. Nakon četiri mjeseca je Iličević napustio ruski klub iz Mahačkale. Potom je se pridružio kazahstanskom Kajratu.

## Reprezentacija
Tadašnji izbornik hrvatske do 21 reprezentacije, Dražen Ladić, najavio je da će ga pozvati za naredne utakmice mlade vrste, no Iličević se na 2 poziva nije odazvao. Iako je izbornik tvrdio da ga više neće zvati, mladi je Hrvat zaigrao na početku kvalifikacija za EP 2009. godine i odmah zauzeo mjesto u prvih 11. Na utakmici protiv Grčke 6. lipnja 2007. godine, postigao je dva gola i proglašen je igračem utakmice.
Dana 29. rujna 2009. godine bio je pozvan u A reprezentaciju za utakmice protiv Ukrajine i Andore, ali nije nastupio. Za reprezentaciju je debitirao 12. listopada 2010. godine u prijateljskoj utakmici protiv Norveške u Zagrebu. Prvi zgoditak za reprezentaciju postigao je u prijateljskoj utakmici protiv Češke u Puli 9. veljače 2011. godine.

## Vanjske poveznice
- Profil na Transfermarktu
- Profil na Soccerwayu